# Kraličky (železniční zastávka)
Kraličky jsou železniční zastávka, která se nachází severozápadně od vesničky Kraličky v okrese Prostějov v katastrálním území Čechůvky (část Prostějova). Zastávka leží v km 86,110 elektrizované jednokolejné trati Nezamyslice–Olomouc mezi stanicemi Prostějov hlavní nádraží a Vrbátky.

## Historie
Přestože byla osobní doprava na trati mezi Nezamyslicemi a Olomoucí zahájena již 15. července 1870, zastávka v Sajlerově, jak se tehdy Kraličky nazývaly, zřízena nebyla. Zastávka s názvem Sajlerov tak byla otevřena až 7. října 1945. Po změně názvu Sajlerova na Kraličky v roce 1950 se stejným způsobem změnil i název zastávky. V roce 2017 byla zastávka rekonstruována.

## Popis zastávky
Zastávka leží na jednokolejné trati, u které je z betonových desek vybudováno jednostranné vnější nástupiště o délce 130 m, výška nástupní hrany je 250 mm nad temenem kolejnice. Zastávka není bezbariérová a je vybavena přístřeškem pro cestující. Zastávka je osvětlena, včetně přístupové cesty, osvětlení funguje automaticky pomocí spínacích hodin a fotobuňky.
Poblíž zastávky se v km 86,003 nachází přejezd č. P7592 (účelová komunikace), který je zabezpečen výstražnými kříži.